# Diloksanid
Diloksanid (łac. diloxanidum) –  wielofunkcyjny organiczny związek chemiczny, lek stosowany w leczeniu pełzakowicy, aktywny wobec postaci pełzaka czerwonki (Entamoeba histolytica) obecnych w świetle jelita grubego.

## Mechanizm działania
Jego mechanizm działania nie jest znany. Ze względu na analogię strukturalną z lepiej poznanym chloramfenikolem przypuszcza się, że hamuje syntezę białek u mikroorganizmów.

## Zastosowanie
Został wprowadzony do lecznictwa w 1958 r. Zastosowania medyczne obejmują:
- leczenie bezobjawowych nosiciel w rejonach nieendemicznych
- eradykacja pełzaka czerwonki w jelicie grubym po leczeniu inwazyjnej postaci choroby.

Znajduje się na wzorcowej liście podstawowych leków Światowej Organizacji Zdrowia (WHO Model Lists of Essential Medicines) (2017).
Nie jest dopuszczony do obrotu w Polsce (2018).

## Działania niepożądane
Może powodować następujące działania niepożądane: nadmierna produkcja gazów jelitowych, świąd oraz wysypka.